# ネストル・セルパ・カルトリニ
ネストル・セルパ・カルトリニ（Néstor Cerpa Cartolini, 1953年8月14日- 1997年4月22日）は、ペルーの左翼反政府武装組織トゥパク・アマル革命運動（MRTA）の指揮官。組織名はエバリスト司令官 (Comandante Evaristo)。

## 人物
ペルー南部アレキパ出身。工場労働者。労働運動を経て1980年頃MRTAに加入し、すぐにリマのサン・マルティン地区のリーダーとなる。その後は外国商店や政府系企業に対する武装強盗や放火などのテロ活動を行っていたが、セルパを一躍有名にしたのが1996年12月17日の在ペルー日本大使公邸占拠事件である。セルパはMRTAの構成員13名とともに日本大使公邸に突入しこれを占拠、青木盛久大使らを人質に取り、「逮捕拘留されているMRTA構成員全員の釈放」（セルパの妻も含まれていた）、「国外に退避するまでの人質の同行とそれに対する安全保障」、「経済政策の全面的転換」、「身代金の支払い」を要求した。
占拠は持久戦となり、翌1997年2月からペルー政府との直接交渉を開始。キューバ政府がMRTA構成員の亡命受け入れに前向きな姿勢を見せ、セルパもペルー政府との交渉でキューバ行きに合意したが、部下との折り合いが付かず結局決裂。同年4月22日ついに軍が突入し、セルパはこの際の戦闘で部下全員とともに死亡した。後にセルパの喉が十文字に切り裂かれていた映像がペルー国営テレビによって放送された。喉を十文字に切り裂く行為はインカ帝国時代に権力者に物を言う者への処刑と同じであったため、見せしめ目的で何らかの「処刑」に近い行為と思われた。
セルパら主要メンバーを失ったMRTAは事実上活動不可能となり、2007年にMRTA指導者のビクトル・ポライは武装闘争路線の放棄を表明した。